# Tramway de Dallas
Le Tramway de Dallas (ou Dallas Streetcar) est le réseau de tramway de la ville de Dallas, aux États-Unis. Ouvert le 13 avril 2015, il comporte actuellement une unique ligne. Le matériel roulant est constitué du modèle "Liberty" à pantographe avec une capacité totale de 150 passagers et une vitesse maximum de 60 km/h. Ces rames sont fabriquées par la firme Brookville Equipment Corporation sise à Brookville.